# فريدريش هسندريكس
فريدريش هسندريكس (بالألمانية: Friedrich Hendrix)‏ هو منافس ألعاب قوى ألماني، ولد في 6 يناير 1911 في آخن في ألمانيا، وتوفي في 30 أغسطس 1941 في بروليتارسك في روسيا.

## وصلات خارجية
- فريدريش هسندريكس على موقع أوليمبيديا (الإنجليزية)